# Петар II Карађорђевић
Петар II Карађорђевић (Београд, 6. септембар 1923 — Денвер, 3. новембар 1970) био је трећи и последњи краљ Краљевине Југославије (1934—29. новембар 1945). Био је први син краља Александра I и краљице Марије.
У време убиства свог оца 1934. године, Петар II је био малолетан па је краљевска власт пренета на Намесништво које је у тестаменту одредио краљ Александар I, на челу са кнезом намесником кнезом Павлом Карађорђевићем, а чланови су били још Иво Перовић и Раденко Станковић. После војног пуча против кнеза Павла и владе Цветковић-Мачек који су донели одлуку о приступању Југославије Тројном пакту, Петар II је проглашен пунолетним. У земљи је владао само 19 дана, пошто је 14. априла на предлог председника владе армијског генерала Душана Симовића, одведен у избеглиштво након инвазије сила Осовине. Краљ Петар II је подржавао четнике пуковника (потоњег армијског генерала) Драгољуба Михаиловића, а када су се савезници преоријентисали на партизански покрет предвођен комунистима, краљ Петар II је под притиском Британаца позвао своје присталице да ступе у партизане. Према споразуму Шубашић-Тито са краја 1944. године, краљ је марта 1945. пренео своја овлашћења на трочлано Намесништво.
Краљ Петар II је збачен одлуком нове комунистичке Уставотворне скупштине ФНРЈ од 29. новембра 1945. После рата се населио у САД. Преминуо је 3. новембра 1970. у Денверу од цирозе јетре. Био је сахрањен у манастиру Светог Саве у Либертивилу, у савезној држави Илиноис, да би 2013. његови остаци били пренесени у цркву Светог Ђорђа на Опленцу.

## Детињство
Прворођени унук Петра I и син краља Александра I и краљице Марије, рођен је у Новом двору у Београду 6. септембра 1923. године у два часа и педесет и пет минута ујутру. По краљевој жељи, рођење је прво објављено звоњењем са Краљеве цркве на Опленцу. У Београду се за догађај сазнало између 4 и 5 сати истог јутра, по звоњави звона са цркава и 101-ним топовским пуцњем са тврђаве. Добио је симболично име Стефан. На крштењу 21. октобра добио је име Петар, кум је био британски краљ Џорџ V, чији су изасланици били његов син Алберт, војвода од Јорка (будући краљ Џорџ VI) и војводина супруга Елизабет Боуз-Лајон. За крштење је од дивизија наручена вода из река по којима су назване - Јадранско море, Дунав, Сава, Драва, Вардар, Брегалница итд.
После основног образовања које је стекао на Двору, похађао је Сандроид школу у Енглеској - у Лондон је приспео 19. септембра 1934, али морао се вратити после атентата на свог оца - у Београд је стигао 13. октобра, дочекан од великог броја грађана. У време убиства свог оца 1934. године, Петар II је био малолетан па је краљевска власт пренета на Намесништво које је у тестаменту одредио краљ Александар I, на челу са кнезом намесником кнезом Павлом Карађорђевићем, а чланови су били још Иво Перовић и Раденко Станковић.
У Београду је потом имао приватне наставнике, за часове фискултуре наставник је сматрао да краљ треба да има другове и позивао је неколико његових вршњака у двор, међу којима су били будући лекари Бранко Радуловић и Љубомир Костић.

## Политички живот у Југославији за време краљевог малолетства

### Први кораци намесништва
После атентата 1934. у тренутку пројугословенског расположења Аца Станојевић и Антон Корошец су се договорили да Радикалну странку и Словенску људску странку почну стапати у једну политичку партију. Истовремено су се договорили да позову М. Спаха да и ЈМО укључи у ту нову партију.
Кнез Павле је крајем децембра 1934. за председника владе одредио Богољуба Јевтића. Б. Јевтић је био министар који се у тренутку смрти краља Александра нашао поред њега и који је постао познат по изјави да су последње краљеве речи биле „чувајте Југославију”. Јевтић је у јануару 1935. истакао да је његов циљ чување јединства Југославије и „југословенске нације”. У мају 1935. владина листа је остварила победу над Удруженом опозицијом (СД коалиција, Демократска странка и ЈМО) коју је предводио В. Мачек. Опозиција није хтела да призна пораз због притисака и насиља које је влада користила у току избора. После избора наставило се са насиљима и сукобима. У Савској и Приморској бановини обрачунавали су се хрватски националисти са српским националистима и четницима.

### Влада Милана Стојадиновића
У јуну 1935. Јевтићева влада је поднела оставку, а нову владу је оформио дотадашњи министар финансија, доктор Милан Стојадиновић. Стојадиновић је био председник владе до почетка 1939.
Као владина већина створена је Југословенска радикална заједница (ЈРЗ) од дела радикала, Словенске људске странке и ЈМО. Она је заменила ЈНС. ЈРЗ није прерасла у јединствену странку, остала је савез партија. ЈРЗ је јавно наставила да следи идеју „троименог народа”, али је нестало настојања да се насилно примени интегрално југословенство. У националној политици Стојадиновић је напустио „југословенство”, али не и централизам. Његов главни политички противник били су Мачек и ХСС. Стојадиновић је Мачеку нудио неколико министарских места у влади (мало решење), а Мачек је тражио промену Октроисаног устава (велико решење).
Имајући пред очима „успехе” Хитлера и Мусолинија у Немачкој и Италији, М. Стојадиновић је настојао да постане српски „вођа”. У спољној политици Стојадиновићева влада је одлучила да тражи ближу сарадњу са Хитлером и Мусолинијем и ослања се на њих. Оваквом окретању је допринела изјава Хитлера који је изрекао октобра 1936. на састанку у Бергхофу са кнезом Павлом. Хитлер је обећао Павлу целовитост Југославије, ако она буде неутрална у могућем рату у Европи.
Стојадиновић се надао да ће поправљањем односа са Немачком и Италијом престати њихова подршка исељеним противницима Југославије. Од октобра 1936. поправљали су се односи са Италијом, а марта 1937. Београд је посетио италијански министар спољних послова Галеацо Ћано. Тада је потписан уговор којим је Италија признала непромењивост граница Југославије и обећала да ће забранити рад усташких група у Италији. Истовремено, Југославија се удаљавала од савезника Чехословачке. Крајем 1937. Мала антанта је престала да има реалан значај.
Стојадиновић је охрабривао чланове ЈРЗ да га називју „вођом”. Идејом о српском „вођи” изазивао је сумњу код кнеза Павла, а повезивањем са фашистима и нацистима одбијао је велики део српских политичара. То је олакшало повезивања српске опозиције са ХСС. У октобру 1937. СД коалиција и српска опозиција (Демократска странка, Народна радикална странка и Савез земљорадника) су се договориле да створе Блок народног споразума.
Стојадиновић никако није успевао да се споразуме са ХСС и Мачеком. Зато је помислио да конкордатом са Ватиканом и преко католичког свештенства може, заобилазећи ХСС, стећи утицај међу Хрватима. Тако је Стојадиновићева влада одлучила да склопи конкордат са Ватиканом. Према конкордату, потписаном 1935. у Риму, Католичка црква је добијала повлаштени положај у Југославији. Тек када је Народно представништво требало да ратификује конкордат, он је објављен југословенској јавности. Зато се од почетка 1937. у јавности отворено говорило против конкордата. То је водило у сукоб власти са СПЦ. Покушају полицијске забране литије на улицама Београда у јулу 1937. довео је до сукоба жандармерије и православних верника које је предводио патријарх Варнава Росић. Овај догађај добио је назив Крвава литија.
То није спречило Народну скупштину да потврди конкордат. На несрећу, док су гласали, умро је патријарх Варнава Росић. Појавиле су се сумње да је отрован. Протести православног свештенства и православних верника су се наставили. Зато је Стојадиновић морао да одустане од захтева да се конкордат изврши. Попуштање Стојадиновића је изазвало незадовољство и отпор у влади. Носилац отпора је био министар унутрашњих послова Корошец. Као што су православци у конкордату гледали давање привилегија Католичкој цркви, тако су католици у отпору конкордату видели православну нетрпељивост.

### Влада Драгише Цветковића и стварање Бановине Хрватске
На изборима у децембру 1938. против Стојадиновића је била удружена листа Сељачко-демократске коалиције и србијанске опозиције. Носилац те листе био је Влатко Мачек. Стојадиновићеве присталице су користиле притиске на гласаче, чак и фалсификовања, како би победили. Мачекове присталице су такође примениле застрашивање и насиље према противницима. Присталице Стојадиновићеве листе и организатори њихових скупова нападани су и пребијани од стране Мачекових присталица, а нападачи нису проналажени и кажњавани. Листа Милана Стојадиновића је победила освојивши око 1.644.000 гласова, остваривши предност од око 279.000 гласова у односу на листу Мачека.
Кнез Павле је постао сумњичав према Стојадиновићу. Поред тога био је наклоњен Енглеској, а њој је сметао све већи економски и политички утицај Италије и Немачке на Стојадиновића. Зато су и енглески политичари наговарали кнеза Павла да примора Стојадиновића на оставку. Павле се одлучио да испуни захтеве Енглеза и Хрвата. Искористио је разлаз у ЈРЗ који је настао између Стојадиновића и Корошца. После оставке неколико министара, у фебруару 1939. Стојадиновић је морао да поднесе оставку целе владе.
Нову владу саставио је радикал Драгиша Цветковић. Основни захтев који је постављен новој влади био је да се споразуме са Ма-чеком, тј. да удовољи захтевима Хрвата да се разговара о хрватском питању. Постојала је мала нада да се испуњавањем жеља Хрвата може ојачати Југославија, посебно у односу на притиске из Италије и Немачке. Споразумом Цветковић–Мачек од 23. августа 1939. званично је напуштена идеја о јединственом народу и прихваћено да су Срби, Хрвати и Словенци посебни народи. После тог споразума створена је заједничка влада у којој је Мачек био потпреседник. Владином уредбом од 26. августа 1939. створена је Бановина Хрватска. Она је настала спајањем бановина Савске и Приморске, а додати су им срезови Илок, Шид, Брчко, Дервента, Градачац, Фојница, Травник и Дубровник.
Бановина Хрватска добила је широку аутономију. Краљ је у њој управу морао вршити преко бана кога је именовао. Први бан је постао Иван Шубашић, бивши добровољац на Солунском фронту. Бановинска управа је управљала пословима полиције, правосуђа, трговине, индустрије, пољопривреде, здравства, просвете и социјалне политике. Предвиђено је стварање Хрватског сабора који би заједно са краљем вршио законодавну власт. Стварањем Бановине Хрватске напуштено је централистичко уређење, а држава је федерализована. Истовремено са стварањем Бановине Хрватске намесници су распустили Народну скупштину.
У новоствореној Бановини Хрватској онемогућаван је рад српских друштава, а почели су и отворени прогони Срба. Од стварања Бановине Хрватске, стотине Срба учитеља и службеника отпуштени су са посла. Отпуштани су и југословенски опредељени Хрвати и сви они које је ХСС сматрала противницима своје политике. Ипак, хрватски националисти нису били задовољни. Павелићеве присталице су тврдиле да је, у споразуму са Цветковићем, Мачек добио мало.
Бановини Хрватској није било довољно што је добила своју полицију и жандармерију. Као паралелну војску држала је „Градску и сељачку стражу” са полунаоружаним припадницима. Њу је од 1937. стварала ХСС по угледу на страначке војске Мусолинија у Италији и Хитлера у Немачкој. У њој су све већи утицај имале усташе и њихове присталице. Као одговор на хрватске сељачке страже, Срби у Лици су створили српску стражу. Учестали су међунационални сукоби. Средишња власт није могла да их заустави.
Споразум није ојачао јединство државе. Срби су сматрали да тиме губе своје право да живе у јединственој држави. Зато је у неким деловима Бановине Хрватске где су Срби били већина, тражено је одвајање од ње. Такав захтев се појавио крајем 1939. на подручју Вуковара. Оно што се после августа 1938. дешавало у Бановини Хрватској само је уверило Србе да је кнез Павле издао њихове интересе. Зато је од стварања Бановине Хрватске расло незадовољство кнезом Павлом међу Србима. То незадовољство је неизбежно водило побуни која се догодила у марту 1941.
Тежње за децентрализацијом су ојачале. Представници ЈМО су тражили да се, у преуређењу државе, као целина издвоји Босна и Херцеговина (БиХ), а да јој се врате делови предати Бановини Хрватској. У Црној Гори даљу федерализацију тражио Секула Дрљевић, вођа Црногорске федералистичке странке.

### Отпор јачању нацизма и стварању Бановине Хрватске
Неколико дана после стварања Бановине Хрватске, нападом Немачке на Пољску почео је Други светски рат. Рат је служило Павлу као изговор за одлагање избора за нову Народну скупштину Краљевине Југославије, као и за Хрватски сабор. Незадовоњство Срба кнезом Павлом и владом Цветковић-Мачек расло је и било је јасно да би њихова политика на гласању била кажњена. Свестан незадовољства које се ствара уступком само Хрватима, Драгиша Цветковић је др. Ђорђу Тасићу поверио рад на припреми уредбе којом би се увела јединствена српска управна јединица. Њу је требало да чини пет аутономних покрајина (Србија, Црна Гора, Босна и Херцеговина, Македонија и Војводина).
Политика кнеза Павла од 1939. је створила му је непомирљиве противнике међу Србима официрима и политичара, али и у Српској православној цркви (СПЦ). Међу противницима јачања утицаја Немачке нашла се и илегална КПЈ. Упркос споразуму о ненападању са Хитлером, Стаљин је 1940. наредио Коминтерни да од комуниста у Европи тражи да подрже у народу и војсци отпор ширењу утицаја Немачке. Пред потписивање приступања Југославије Тројном пакту 25. марта 1941. такву препоруку је послао Георги Димитров Титу и КПЈ.
Универзитетски професор Слободан Јовановић је покушао и раније да окупи интелектуалце како би остварио културно уједињење Срба. Окупљао их је око Српског културног клуба (СКК), који је своја прва правила добио у јануару 1937. После стварање Бановине Хрватске, СКК је покушао да уобличи нови српски национални програм. Њихова мисао водиља је била „Јако српство – јака Југо- славија” а истакнута је у заглављу њиховог листа „Српски глас”. Ипак, њихов програм из 1940. о стварању „српских земаља” унутар Југославије остао је неостварена замисао. У оснивању својих одбора СКК је већу активност показао у крајевима северно од Саве и западно од Дрине.

### Нацистичко опкољавање Југославије 1940-41.
Док је био у затвору двадесетих година XX века, Адолф Хитлер је написао „Мајн кампф”. У тој књизи је описао своје расистичке замисли о вишим расама које, као државотворније и интелигентније, имају право да истребе људе нижих раса или да завладају њима. Из тих замисли је настао нацистички покрет у Немачкој. За вишу расу немачки нацисти су прогласили само себе, Немце (Аријевце), а у ниже расе су ставили Јевреје и словенске народе. Те мисли би остале само још једна у низу радикалних идеја на подручју Европе да економска криза 1929-1932. није довела милионе Немаца на руб глади. Очајни народ тражио је спас у вођи. Један од оних који је обећавао да је спаситељ био је Хитлер, на шта су му је немачки народ одговорио масовном подршком, верујући да ће на тај начин решити своје проблеме. У јануару 1933. Хитлер је постао канцелар, а у августу 1934. и председник Немачке. Тако је добио велика средства да покуша да оствари своје замисли.
Хитлерова Немачка је 1936. иступила из Друштва народа. Следеће, 1937. потписивањем савеза Немачке и Италије почело је стварање „Тројног пакта”. Када је Хитлер у марту 1938. Немачкој припојио Аустрију, Југославија је добила суседа са опасним намерама. Председник владе Југославије Милан Стојадиновић је тада тврдио да је то уједињавање Немаца, а да Хитлер гарантује непо- вредивост границе Југославије. Хитлерове претње да ће војно припојити Судете, део Чешке насељен већином Немцима, утицале су да вође Велике Британије и Француске оду на преговоре у Минхен. Крајем септембра 1938. они су се договорили да Хитлер Судете може преузети без рата. Хитлеру то није било довољно. По његовом наговору, Словачка је објавила да се одваја од Чехословачке. Краљевина Југославија је у марту 1939. гледала како нестаје њен савезник Чехословачка, а на њену територију улази немачка војска. Исто тако је посматрала како у првој половини априла 1939. војска Италије заузима Албанију. Када је 1. септембра 1939. нападом на Пољску отпочео Други светски рат, Југославија је могла само да се нада да он неће стићи до ње.
Пошто је лако уништио Пољску, Хитлер је у априлу и мају 1940. године извршио нападе на Данску, Норвешку, Белгију, Холандију и Француску. Пораз Пољске није био изненађење, али је изненађењеизазвао брз пораз који је немачка војска од маја до јуна 1940. нанела Француској. Немачка армија (Вермахт) је деловала незаустављиво. Хитлер је био убеђен да је на крају историје, тј. почетку „хиљадугодишњег” немачког царства. У пораженим земљама нашли су се и они који су били спремни да прихвате пораз и сарађују са нацистима. У Норвешкој је вођа сарадника нациста био Видкун Квинслинг, а његово презиме је постало симбол за издајника.
Југославија је у свом суседству имала два врло моћна политичара која су желела да јој наметну своју вољу, при чему је њена политичка елита није имала илузија да ли ће, већ како и када ће то учинити. У септембру 1940. у Берлину је формално створен Тројни пакт, који су чиниле Немачка, Италија и Јапан. Чланице су се обавезале на узајамну помоћ у стварању „новог поретка” у свету. Крајем октобра 1940. Италија је напала Грчку, али су Италијани доживели пораз. У новембру 1940. Мађарска је приступила Тројном пакту. У децембру 1940. Југославија је са Мађарском склопила уговор о „вечном пријатељству”. Убрзо се показало да та „вечност” у политици може да значи и само неколико месеци. Румунија, у којој је почетком септембра 1940. председник владе постао генерал Јон Антонеску, такође се прикључила Тројном пакту у новембру 1940.
Немачка је од Бугарске затражила да преко њене територије пређе немачка војска која ће напасти Грчку. Тако је и она 1. марта 1941. приступила Тројном пакту, а немачка војска је ушла на њену територију. Осим Грчке, у марту 1941. године на Балканском полуострву изван Тројног пакта је била само Југославија. Немачка је вршила притисак на руководство Југославије да и она приступи Тројном пакту. Са друге стране, Велика Британија је позивала Југославију да уђе у рат на њеној страни.
Вођа Збора Димитрије Љотић (1891—1945), бивши министар правде у влади П. Живковића, стављен је у кућни притвор крајем 1940. Љотић је сматрао да није Хитлер кривац за рат у Европи, него да су кривци Јевреји. Мислио је да Јевреји у савезу са комунистима покушавају да униште хришћанске и националне државе. Његов Збор је представљао једину праву фашистичку организацију код Срба. Настао је 1935. спајањем неколико мањих организација. Значајнију подршку за Немачку представљало је око пола милиона припадника немачке мањине у Југославији. Они су били окупљени у удружењу „Културбунд”. У њему је било и немачких обавештајаца.

### Потписивање Тројног пакта и пуч од 27. марта 1941. године
У марту 1941. у Југославији је постојала подела на присталице попуштања пред Хитлеровим захтевима и противнике тога. Противнике Немачке и Тројног пакта охрабривали су Британци, тј. њихови политичари и обавештајна служба. Неким противницима Тројног пакта Британија је слала и новац да подрже њену страну, али то није било одлучујуће у опредељивању Срба за мартовски пуч 1941. године.
Британци су у лето 1940. у сукобима авијације показали да Хитлерова војска није незадржива. Она је доживела пораз у покушају да освоји Велику Британију. Срби, противници Тројног пакта су зато тражили савезника управо у Великој Британији. Упркос данас увреженом мишљењу да је Велика Британија стајала иза пуча 27. марта, не може се рећи да оно одговара истини. Пре би се могло рећи да је она више била његов помагач, него покретач. Завереници који су се као Боривоје Мирковић договарали са Британцима, или чак примали и материјалну помоћ од ње, били су већином савезници који раде на заједничком циљу. Српске војне и политичке вође, као и народ, су од августа 1939. у кнезу Павлу видели рушитеља јединства Југославије и желели су његов пад. Најкасније средином 1940. неки Срби су, попут Јована Ђоновића, тражили подршку британских обавештајаца у Београду за збацивање са власти кнеза Павла. Већина Срба учесника у преврату 1941. се борила за своја убеђења и своје интересе. Извор отпора Тројном пакту лежао је пре свега у убеђењу дела српског народа да су Хитлер и Немци који га следе, „највеће зло”. Пучисти су сматрали да попуштање пред Хитлером значи уништење без отпора, као и да је отпор Немцима ипак пружао макар и слабу наду у повољан исход рата.
Велика Британија и њен председник владе Винстон Черчил, одвраћали су кнеза Павла од приступања Тројном пакту, али нису могли да обећају стварну војну помоћ. У разговору са кнезом Павлом против приступања Тројном пакту, у име СПЦ, говорио је и патријарх Гаврило Дожић. Међу противницима пакта се нашла и Народна одбрана. Ипак, притисак из Немачке био је превелики за кнеза Павла. После сусрета са Хитлером у Бергхофу 4. марта 1941. он је закључио да је једини начин да се Југославија спасе војног пораза и окупације да приступи Тројном пакту. У то је убедио Крунски савет и владу. У Бечу 25. марта 1941. председник владе Д. Цветковић и министар Александар Цинцар Марковић потписали су приступање Југославије Тројном пакту.
Вест о потписивању Тројног пакта је до врхунца довела незадовољство Срба кнезом Павлом и владом Драгише Цветковића. 25. марта 1941. почела су протестна окупљања у Београду. Демонстранти су носили пароле са натписом „Доле издајници” и томе слично. Коначну одлуку о извршењу пуча донео је генерал ратног ваздухопловства Душан Симовић. Он је и раније био противник попуштања Немцима. Његов главни помоћник у извршењу преврата био је генерал Боривоје Мирковић. Војни завереници су после поноћи 26-27. марта 1941. насилно преузели власт у престоници. Министри су били похапшени. Намесништву је одузета власт, а краљ Петар II је проглашен за пунолетног, шест месеци пре времена. Народ је и 27. марта 1941. у Београду изашао изашао на улице да подржи пуч. На радију је и патријарх Гаврило одржао говор подршке Симовићу и пучистима.
За разлику од Београда, Сплита и више других градова, у Загребу није било масовног одушевљења превратом. Мачек и већи-на Хрвата су слутили да збацивање кнеза Павла и Д. Цветковића показује незадовољство стварањем Бановине Хрватске колико и Тројним пактом. Кнез Павле Карађорђевић је морао да напусти Југославију. Британска влада му је одредила боравак у Кенији. Командант ратног ваздухопловства Душан Симовић је постао председник владе. За потпредседнике владе именовани су Слободан Јовановић и Влатко Мачек.
Када је сазнао за пуч, Хитлер је наредио да се припреми напад на Југославију. У Загребу су, у име Немачке, Хитлерови представници понудили Мачеку да прогласи сецесију и тако пружи изговор Немачкој за војни напад. Мачек је неколико дана оклевао да ли да прихвати понуду Хитлера или Симовића. Одлучио се да прихвати постављење у владу Симовића и отишао је у Београд 4. априла 1941. При стварању владе Симовић је покушао да она окупи представнике свих важнијих политичких, етничких и верских група. У њој су били Милан Грол (Демократска странка), Сава Косановић (Самостална демократска странка), Марко Даковић из Црне Горе. Преко министара Михе Крека и Франца Куловца били су представљени Словенци, а преко Џафера Куленовића (ЈМО) муслимани из БиХ.
Његова влада је покушала да умањи опасност од немачког напада. Није се усудила да тражи раскидање Тројног пакта, али то није утицало на Хитлерову одлуку. Он је за напад лако обезбедио подршку Италије, Мађарске и Бугарске. Симовићева влада је покушала да пронађе нове савезнике, али за то више није било времена. Истога дана када је Југославија нападнута, завршени су преговори са СССР-ом о склапању уговора о ненападању.
Иако се опасност од рата приближавала Југославији, она га је дочекала неспремна. Државни буџет за 1939-40. износио је 12,95 милиона динара, а за војно министарство одвојено је само 2,93 милиона динара.

## Други светски рат

### Немачка и италијанска агресија на Краљевину Југославије
Југословенска војска била је потпуно неспремна да се одупре инвазији нацистичке Немачке и фашистичке Италије која је уследила, и Југославија је за једанаест дана била окупирана. 
Краљ Петар II био је приморан да са никшићког аеродрома, заједно са Владом, емигрира, прво у Грчку између 14. и 16. априла, а затим у Јерусалим и Египат. Краљ и главни министри владе су допутовали у Лондон 21. јуна 1941, где су дочекани као хероји. За време свог избеглиштва краљ Петар II је довршио школовање у Кембриџу, а потом се придружио снагама британског краљевског ратног ваздухопловства.

### Деловање у изгнанству
Упркос слому југословенске војске у земљи су оформљена два супарничка покрета отпора. Први је био Југословенска војска у отаџбини, позната и као Четнички и Равногорски покрет, на челу са пуковником, касније генералом Драгољубом (Дражом) Михаиловићем, Министром одбране Владе у изгнанству. Други је био партизански покрет, који су предводили комунисти на челу са Јосипом Брозом — касније познатији као Тито. Последица је био крвави грађански рат.
Октроисани устав из 1931, по ком влада је влада одговарала краљу, а не Народној скупштини, је ставио младог и неискусног краља у центар политичких афера. Млади краљ није био дорастао озбиљности ситуације и лако је потпадао под утицај чланова владе и Британаца. То је прво дошло до изражаја услед Каирске афере и Симовићеве смене, после које ће млади краљ доћи под утицај свог министра двора Радоја Кнежевића. Милан Кнежевић и његов рођени брат Живан Кнежевић, као представници Лиге мајора, ће у наредном периоду имати јак утицај на младог краља Петра II, и били су сива еминенција која је стајала иза владе остарелог Слободана Јовановића. Поред тога, краљеви ађутанти мајори Светислав Вохоска и Властимир Рожђаловски су такође били чланови Лиге мајора.

### Промена британске политике
Када се краљ Петар II одлучио да се ожени грчком принцезом Александром за време трајања рата, избила је криза у његовим односима са својим министрима и са Винстоном Черчилом. Председници избегличке владе Слободан Јовановић и Милош Трифуновић и сви други српски политичари су сматрали да је неприкладно венчавати се у ратно време. Против свадбе је била и краљица Марија, и то је довело до коначног прекида њихових односа. Винстон Черчил, мада је подржавао брак представника југословенске и грчке краљевске династије, такође се противио краљевим намерама. Несрпски министри Јурај Крњевић, Јурај Шутеј и Миха Крек су били мишљења да је краљева женидба његова приватна ствар и држали су се неутрално. Са друге стране, Драгољуб Михаиловић је чврсто подржавао краљеву намере и јуна и јула 1943. је организовао прикупљање потписа југословенских грађана који су се слагали са краљевом одлуком.
По повратку у Лондон из Каира, краљ се одлучио на женидбу и она је одржана 20. марта 1944. у југословенској амбасади. Међу званицама било је само 19 Југословена, а међу њима Трифуновићев наследник Божидар Пурић и Михаиловићев изасланик мајор Војислав Лукачевић, коме је краљ доделио звање свог ађутанта. Краљев кум био је британски краљ Џорџ VI. Од британске дипломатије присуствовао је само министар спољних послова Ентони Идн, док Черчил није дошао иако је био позван. Краљево венчање је рђаво одјекнуло у југословенској и светској јавности.
Черчил је 13. априла 1944. информисао краља Петра да ће, уколико не уклони Михаиловића из емигрантске владе, Велика Британија почети да третира југословенског краља и његову владу као сараднике Осовине. Краљ Петар је 29. августа 1944. године донео указ О. Бр. 881 којим се генерал Драгољуб Михаиловић разрешава дужности начелника Штаба Врховне команде у окупираној Југославији и ставља на располагање министру војске, морнарице и ваздухопловства.
Под притиском Британаца, у јеку битке за Србију, краљ Петар је 12. септембра 1944. позвао четнике под командом генерала Михаиловића да се ставе под команду комунистичких одреда Јосипа Броза Тита, а оне који то одбију осудио као издајнике који „злоупотребљавају име краља и ауторитет круне" ради правдања сарадње са непријатељем. Године 1944. Београд је ослобођен од стране јединица НОВЈ и Црвене армије. Поставило се питање легитимитета краљевске власти. Договором „Тито-Шубашић“ и пристанком краља Петра II решен је тај проблем формирањем прелазне владе на челу са др Шубашићем. Указом краља Петра II смењен је генерал Михаиловић са места министра војске и морнарице и на његово место постављен Јосип Броз Тито.

### Губитак престола и укидање монархије
У преговорима између председника краљевске владе Ивана Шубашића и председника НКОЈ-а Јосипа Броза Шубашић се састао са Титом у Београду и 1. новембра парафирао нови споразум. Према том споразуму, краљ не би смео да се врати у земљу до одржавања плебисцита о очувању монархију и пренео је своја овлашћења на трочлано Намесништво који би били именовани у споразуму са Титом. Постигнут је споразум да се именује трочлано намесничко веће (један Србин - Срђан Будисављевић, један Хрват - Анте Мандић и један Словенац - Душан Сернец) које ће заступати краља Петра II за његове одсутности из земље, тј. до одлука о унутрашњем уређењу државе које ће донети Уставотворна скупштина.
Ни краљ ни емигрантски политичари нису хтели да прихвате споразум Тито-Шубашић. Ослањајући се на америчку подршку, краљ Петар није хтео да потврди споразум и сменио је Шубашића јануара 1945. Са друге стране, Совјетски Савез је био заинтересован да се усвоји Београдски споразум. Иако је сматрала да споразум Тито-Шубашић не иде у корист емигрантској влади, Велика Британије је била заинтересована за остварење тог споразума, јер је схватила да ако Београдски споразум не буде реализован, да ће СССР моћи једнострано да да званично признање НКОЈ-у, чиме би пропали сви британски напори да у послератној Југославији задржи некакав утицај. Стога је Черчил присилио краља Петра да прихвати споразум, мада је схватио да из њега може проистећи мало шта у корист емигрантске владе. На Кримској конференцији је донесена одлука да се подржи заједничка влада, после чега је краљ Петар попустио и створена је. Након дуготрајног притиска од странке Британаца и Американаца да прихвати свршени чин или ће све одлучити и без њега, Петар је 2. март 1945. именовао намесничко веће и пренео сва политичка овлашћења на њих. Привремена влада ДФЈ је образована 7. марта на челу са Титом и Шубашићем као министром иностраних послова и добила је међународно признање.
Пошто је 7. августа 1945. године у Београду отпочело Треће заседање АВНОЈ-а, краљ Петар II је одлучио да прогласом од 8. августа опозове сву тројицу краљевских намесника. Међутим, намесници се нису повиновали опозиву, а Привремена влада је закључком од 10. августа и формално анулирала краљеву одлуку.
Монархија је укинута одлуком Уставотворне скупштине од 29. новембра 1945. године, а Југославија се преобразила и током више од четири деценије остала једнопартијска држава под влашћу Комунистичке партије. Одлука о одрицању од својих ингеренција и преносу истих на намесништво и владу од стране једног броја историчара се сматра абдикацијом, док други сматрају да није никада абдицирао. У изгнанству је прво живео у Лондону са својом супругом (оженио се грчком принцезом Александром, 20. марта 1944) и сином Александром, рођеним 1945. Политички је био активан до смрти, тесно је сарађивао са српском емиграцијом. Последње године живота провео је у Америци. Био је на челу реду Светог Јована Јерусалимског.

## Финансијска ситуација након губитка престола

### Прве године
Првих година након губитка круне, краљ се још увек надао да ће у земљи ускоро доћи до промена и рестаурације монархије. Последња финансијска средства која је добио од своје владе износила су 40.000 фунти, као и 30.000 фунти од своје уштеђевине, немилице је трошио. Живео је, сходно свом положају, у најбољим хотелима са раскошним намештајем, имао је на располагању два аутомобила и шофере, одмор и празнике проводио је у Монте Карлу или Сент Морицу. Део трошкова ишао је на издржавање краљеве пратње и обезбеђења- једног генерала, једног саветника и њихове породице, затим на скупе пријеме и забаве у луксузним хотелима. Други део средстава трошио је на своје агенте импровизоване тајне службе и за финансијску помоћ илегалним активностима. Када су финансијска средства била исцрпљена, краљ је почео да продаје породичне драгоцености, које је успео да изнесе из земље – драгуље, драго камење, смарагде, огрлице, украшене дијадеме које је његов отац откупио од једне руске грофице још 1920. године. Неки од смарагда били су величине кокошијег јајета, али их је он продао једном јувелиру по цени знатно нижој од њихове стварне вредности.
Краљ је оправдавао своје трошење новца чињеницом да у његовом образовању није било лекција које би га научиле како се економише – увек је добијао и трошио колико му је било потребно. Горко се кајао што није купио кућу када је имао довољно новца. Био је потпуно сломљен сазнањем да се налази на ивици сиромаштва, без довољно средстава за издржавање породице. Покушавајући да нађе излаз из ситуације у којој се нашао, 1951. године преселио се у САД. У Њујорку, на Менхетну, изнајмио је два трособна стана, један за себе и краљицу, други, нешто комфорнији, за принца Александра и његову дадиљу. Услед финансијске ситуације у којој су се нашли, више нису могли да плаћају шофера, куварицу и слушкињу, те је сав терет пао на краљицу Александру, која се, ненавикнута на послове у вези са одржавањем домаћинства, стално осећала уморно. Краљица је ретко излазила из стана и одбијала је да иде у посете пријатељима јер није имала новца да се обуче онако како би желела.
За то време краљ је обилазио изблеглице и прогнане Југословене у Америци и Канади, апелујући на националне организације да се тим људима укаже помоћ у смештају и приликом запошљавања. При обиласку логора бивших ратних заробљеника у Немачкој, срео са тридесетак генерале бивше Краљевске војске, који су живели у крајњој беди. За збрињавање Југословена у Америци, Аустралији, Западној Немачкој и Француској, значајну финансијску помоћ добијао је од кнеза Монака, принца Ренијеа.

### Краљева имовина у Југославији и њена конфискација

#### Заоставштина краља Александра Карађорђевића
Након убиства краља Александра, кнез Павле је, у својству првог намесника и старатеља његове троје малолетне деце, располагао њиховом имовином. Вељко Петровић, бивши краљев адвокат, је већ у јануару 1935. године извршио попис имовине краља Александра и благовремено га доставио кнезу Павлу. У погледу задужбинског имања на Опленцу, Петровић је указао на чињеницу да је мањим делом остало од краља Петра I, у наслеђе, као засебна установа под именом Задужбине краља Петра, али да је други, већи део тог имања купио краљ Александар. По жељи краља Александра, тапије купљеног имања гласиле су на име Задужбине Св. Ђорђа на Опленцу, али то није искључивало могућност да његови наследници, можда, задрже за себе дворац и виноград као приватну имовину.
Кнез Павле је расподелу имовине краља Александра одлагао до последњег тренутка. Тек у октобру 1938. године започета је оставинска расправа, која је завршена у мају 1940. године. На основу увида у заоставштину краља Александра, Срески суд за град Београд је 27. октобра 1938. године донео одговарајућа решења, од којих су најважнија следећа:
1.     Оглашава за наследнике целокупне приватне непокретне и покретне имовине краља Александра: његове синове краља Петра II, краљевића Томислава и краљевића Андреју на равне делове, с тим да се поклони које су добили за живота краља Александра, имају рачунати у наследне делове.
2.     Краљици Марији, на име удовичког уживања, припада сума од 6 000 000 динара годишње, као и стан снабдевен стварима, посуђем и превозним средствима, како доликује краљици Југославије. Давање овог уживања пада на терет краља Петра, као наследника круне.
3.     Краљу Петру II припада право уживања, са осталим члановима Краљевског дома, по краљевој дозволи, задужбинског имања на Опленцу, при чему се он, као владајући краљ из династије Карађорђевића, има увек старати и управљати том Задужбином.
Од покретне имовине, Суд се највише бавио оном која је била у трезорима и касама Морган банке и Комп. у Паризу, а која се састојала од вредносних папира- акција облигација и обвезница разних предузећа. Након утврђивања вредности краљеве оставштине, Срески суд за град Београд је 8. маја 1940. године донео решење по коме сва та имовина припада краљу Петру II, краљевићу Томиславу и краљевићу Андреју на равне делове. Како су сва три наследника били малолетни, целокупном покретном и непокретном имовином и даље је располагао кнез Павле у својству намесника.
За двадесет година своје владавине, краљ Александар је стекао и оставио наследицима велики иметак. Његово богатство није потицало од примања која је, путем цивилне листе, добијао од државе, већ пре свега предузетничким пословима. Краљ Александар је имао осећај за приватност и желео је да сам нешто створи. Ова склоност је посебно изражена код Карађорђевића и због тога што су годинама живели у емиграцији без икакве имовине. Куповином земљишта на Топчидеру и у Раковици  1924. године основано је Дворско пољопривредно добро. Почело се од производње зимског поврћа и цвећа у стакленицима на простору од 8 хектара и 75 ари у Дворској башти у Раковици, а наставило се оснивањем Дворске економије у Топчидеру, са ергелом за коње, шталом за краве и живинарником. Задужбинско имање на Опленцу стално је увећавао, откупљујући годинама плацеве од сељака. Временом оно је заузимало површину од 143 хектара и 68 ари, а састојало се од шуме и паркова, винограда, воћњака, ораница и ливада. Бавећи се понајвише гајењем винове лозе, краљ је подигао сопствени подрум, из кога су излазила позната вина Опленка, бело, и Тријумф, црно, које је извожено и на страна тржишта. Кад се посао мало развио и приходи увећали, купљено је земљиште у Демир Капији, такође намењено за садњу винограда, као и имање у Сокобањи, које је претворено у Краљеве ливаде, са којег је сакупљано сено за потребе Дворске економије у Топчидеру. Такође, краљ Александар је остваривао и велике приходе инвестирањем у експлоатацију рудника Железник, Нересница и Бродица, дуж пута Кучево-Мајданпек, у којима су откривена налазишта златне руде. Извађена руда је прерађивана у фабрици Благојев камен, која је била у власништву француско-италијанског друштва.

#### Стање краљеве имовине током Другог светског рата и њена конфискација
Рат, окупација и послератна владавина комуниста произвели су тешке последице за земљу, а на удару је била и имовина, оставштина краља Александра, додељена наследницима, његовим синовима, Као што је већ речено, знатно раније пре агресије на Југославију, влада је највећи део државног новца, у злату и страној валути изнела из земље и депоновала у банкама Велике Британије, Америке, Бразила и Турске. Брзина којом су се одвијале операције немачке војске, онемогићили су да се из замље изнесе преостали део државног новца, и посебно оних вредности који су потицали из Двора. Пред одлазак Симовићеве владе из земље, чињени су последњи напори да се од свега тога нешто сачува.
Одмах при одласку краља Петра из Острога, у тај манастир је пристигла из Никшића колона дворских аутомобила, са пртљагом, који је евакуисан из Београда. Он је садржао део државног новца: 10 сандука злата и 15 врећа новчаница (у хиљадаркама у вредности од 375 000 000 динара) и део „дворских ствари: 10 колета, које сандука, које кофера, међу њима и 1 гвоздена касица и 71 уметничка слика на платну од Рафасла, увијена у ролну.“ Сви сандуци и кофери били су закључани и старешина манастира, коме су предате на чување, могао је само да препоставља да је у њима било „златних предмета“.
Када је објављена капитулација југословенске војске, старешина манастира, архимандрит Леонтије Митровић, одлучио је да сакрије бар нешто од поменутог блага, како непријатељу не би пало све у руке. Из магацина манастира, где су чувани, извукао је 6 сандука државног злата и 2 кожна кофера и металну касицу „дворских ствари“ и закопао их у земљу (при закопавању је био присутан и професор Сарајевске богословије Андрија Копривица, који се у том тренутку затекао у манастиру). Већ 25. априла у манастир су упали Немци, предвођени агентима Гестапоа, те су извршили претрес и свих просторија и из магацина извукли: 4 сандука државног злата, 15 врећа са новчаницама, 11 сандука дворских ствари са сликом Рафаела и све то натоварили на своје камионе. Запленили су и 3 заостала дворска аутомобила и повели су са собом и српског патријарха Гаврила. У току рата је, у потрази за преосталим благом, дошло до још једног упада у манастир Острог. 2. августа 1944. године, док су четници водили борбе с партизанима, њихов војвода Павле Ђуришић извршио је упад у манастир и тражио од старешине манастира, под претњом смрћу, да му преда сандук са златним новцем. Под таквим околностима, он им је показао место где је закопан један сандук; четници су га откопали и однели са собом.
Последњу пљачку преосталог државног новца и краљевих драгоцености извршиле су комунистичке власти. Индискрецијом Андреје Копривице, тада већ бившег професора Богословије и помоћника министра просвете на Цетињу, ОЗНА је дознала где се крије закопано благо. Начелник ОЗНЕ, Саво Брковић 22. априла 1945. године дошао је у манастир Острог и са војницима приступио откопавању преосталих 5 сандука државног новца, 2 кофера златних ствари и металну касицу, који су припадали Двору. После свега тога, старешина манастира архимандрит Леонтије, могао је само да констатује како „ништа није могло бити сачувано“, мада је учинио све, излажући чак и свој живот, да се спасе бар нешто.
Даљи потступак са заплењеним благом водиле су комунистичке власти, с тим да никако не падне у руке привременом управнику Краљевих добара. Начелник ОЗНЕ са Цетиња известио је да је комисијски утврђено шта је све пронађено у откопаним сандуцима (златни новац, златне шипке, златно посуђе и касета). Све је то поново упаковано у 10 дрвених сандука и послато у Београд Министарству одбране. Ово Министарство је на даљу надлежност то упутило министру финансија Сретену Жујовићу, а овај о томе известио потпредседника владе Кардеља, који се сложио са његовом сугестијом да се „опомене Управа Краљевих добара. да нема праве тражити државне ствари и Краљеве без званичне комисије.
О питању имовине краља Петра II, записано је у анесксу Споразума Тито – Шубашић од 7. депембра 1944. ово:
1. „Краљ Петар II може за вријеме своје одсутиости располагати својим иметком и добрима у земљи. Управа Краљсвих добара стоји кроз то вријеме под надзором Краљевског Намесништва.”
2. „Омогућиће се и гарантовати потребне редовне везе и опћење између Њ. В. Краља и Краљевског Намјесиштва.“

Иако је и овај анекс својеручно потписао, Тито је био унапед решен да га не спроведе, као што није био спреман да испоштује ни потписани Споразум у целини. Узалуд је краљ Петар, позивајући се на анекс тог Споразума, у неколико наврата тражио од својих намесника да га известе о стању његове имовине, интересујући се посебно да ли је сачувана архива Двора, из Београда није добијао никакав одговор. Све што су чинили комунистичке власти у земљи било је да фактички одмах преузму ту краљеву имовину у своје руке, а да се још неко време, из обзира према међународној јавности, формално држе потписаног договора.
Из тих разлога, 25. маја 1945. године образована је „Управа Краљевих добара“, а за управника је постављен артиљеријски бригадни генерал у пензији, Јован Павловић, који је ту дужност вршио и у време Краљевине Југославије. Међутим, на дан образовања „Управе Краљевих добара“, њен управник, генерал Павловић „руковао“ је само краљевим кућама у Београду, у улици Крунској бр. 7 и Сарајевској улици бр. 37. Сва остала Краљева добра преузела су под своју управу и користиле државне власти Демократске федеративне Југославије, односно појединих република, на чијој су се територији та добра налазила, Војне власти у Београду запоселе су одмах Двор на Дедињу, Бели Двор са свим објектима и покретним инвентаром, обе виле у Толстојевој улици бр. 2, кућу у улици краља Александра, такође, са затеченим инвентаром.
У Белом двору смештена је службена канцеларија маршала Тита. Двор на Дедињу, у време рата знатно оштећен, а затим опљачкан, после поправке, додељен је на привремено коришћење Канцеларији Краљевских намесника. Задужбинско имање на Опленцу, Економију у Топчидеру и Башту у Раковици узело је под своју управу Министарство пољопривреде Србије. Црква на Опленцу је, приликом борбе за ослобођење, погођена са 8 артиљеријских граната: кров-кубе пробијени су, већина прозора је разбијена, па је постојала и опасност оштећења мозаика у унутрашњости цркве, услед кише и влаге. Због немарности, изгорео је кров у Подруму вина и он је постао неупотребљив. Задужбински дом (хотел), оштећен је, а сва покретна имовина је однета. Једино је очуван виноград и у првој послератној години очекивала се берба око 200 000 килограма грожђа.
,,Управа Краљевих добара” у неколико наврата покретала је питање и ургирала да јој се врате сва добра, која су припадала краљу Петру и члановима Краљевоског дома. Наивно. верујући да ће до тога ипак, доћи, управник, генерал Павловић, израдио је и општи план за управљање добрима. Он је обухватао: прикупљање и стављање под његову Управу свих добара, одржавање поседа и објеката на њима, подизање и рационално експлоатисање свих оних добара, који, по својој природи могу да дају приходе. Подносећи овакав извештај Намесништву генерал Павловић је замолио да се он достави на увиђај краљу Петру, како би он могао дати „своје примедбе, сагласност и евентуално, налоге за будући рад. Наравно, то није учињено и краљ Петар никад није добио ни овај, ни било који други извештај. Уместо тога, постављен је државни орган, директор Канцеларије Намесништва, који је контролисао и рад Намесништва и пословање Управе краљевих добара, тако да та Управа „не може самостално урадити ништа, већ само по његовим инструкцијама“. Задатак директора Канцеларије Краљевског намесништва био је да се створи привид, нарочито у међународној јавности, како се ствари око краљеве имовине одвијају у оквиру постојећих договора и закона. У том погледу, он је издавао овакве инструкције: „Што се тиче проношења гласова од стране реакционара и непријатељских елемената, да су Краљева имања опљачкана и да их разноси ко стигне, то ће се у даном моменту објавити да је то лаж.“
Припремајући се да потпуно „легализује већ присвојену Краљеву имовину, комунистичким властима је засметао и управник Краљевих добара, генерал Јован Павловић, који је стално ургирао да се одузета добра врате под његову управу. Решењем Савезног министарства индустрије од 6. фебруара 1946. године, укинута је дотадашња управа и именована „Принудна управа Краљевих добара”. Примајући дужност, нови принудни управник, генерал мајор Никица Кнежевић добио је задатак да прикупи и евидентира сву имовину чланова Краљевског дома. Затечено стање описао је овако: цео инвентар Двора династије Карађорђевића, који се налазио у Добрињској улици бр. 13 био је у потпуном нереду: архива, библиотека, намештај, све је набацано без икаквог реда и без икакве заштите од влаге и оштећења. Приступило се најпре сређивању и инвентарисању архива и библиотека, да би затим, све то било уступљено Државном архиву, односно Народној библиотеци на чување и даље сређивање. На основу података из архива утврђено је постојање једног сандука, који је носио број 23 у коме су смештене разне драгоцености, које су припадале краљу Петру. Овај сандук је дат на чување Народној банци још у време окупације и за све то време није отваран. Принудна управа је, затим, приступила евидентирању вредносних папира чланова Краљевског дома, који су се чували у трезорима Народне банке и проценила њихову укупну вредност. На крају, идући по појединим републикама, извршен је попис целокупне непокретне имовине, која се водила на краља Александра Карађорђевића, односно на његове наследнике: краља Петра, краљевића Томислава и краљевића Андреје, као и имовине краљице Марије, кнеза Павла и кнегиње Олге Карађорђевић.
,,Легализација“ већ одузете краљеве имовине није се моглла извршити редовним путем, доношењем одговарајућег закона. Ишло се, стога, заобилазним путем, просто издавањем указа. Позивајуће се на неке чланове закона о држаљанству и неког закона „о врстама казни“ из 1946. године, Председништво Президијума Народне Скупштине ФНРЈ издало је 8. марта 1947. године „указ“, којим се одлучује: „Одузима се држављанство Федеративне Народне Републике Југославије и конфискује целокупна имовина: Петру Александра Карађорђевића, Александру Петра Карађорђевића, Томиславу Александра Карађорђевића, Андреју Александра Карађорђевића, Марији Александра Карађорђевића, Павлу Арсена Карађорђевића, Олги Павла Карађорђевића, Александру Павла Карађорђевића, Николи Павла Карађорђевића и Јелисавети Павла Карађорђевића, сада сви у иностранству. Спровођење ове одлуке поверава се Влади Федеративне Народне Републике Југославије.”
Позивајући се на овај указ Президијума савезне Народне скупштине од 8. марта 1947. године, Титова влада је издала „Наредбу“ у којој се тражи да надлежни срески судови спроведу конфискацију краљеве имовине на свом подручју. Овом конфискацијом није пољопривредно добро Опленац заједно са свим зградама и инвентаром, које је дато на управу Председништву владе Републике Србије.

#### Напори краља Петра II за повраћај имовине
Краљ Петар је улагао доста напора за повраћај своје имовине, не само због својих финансијских тешкоћа и немаштине, које је тешко подносио, већ и да би помогао своме народу у емиграцији, који је живео у крајњој беди. Око сто хиљада Југословена, који су поткрај рата напустили своју земљу, или су, као ратни заробљеници, остали у туђини и изганству, не желећи да живе под комунистичким режимом, пратиле су највеће недаће у сабирним логорима, или на принудном раду у рудницима. Само један мањи део њих био је политички организован и кроз своје организације водио борбу за успостављање демократског поретка и слобода у својој земљи.
Опредељујући се да сам потражи правду на суду, краљ Петар је крајем 1947. године ангажовао адвоката Ђорђа Радина и упознао га са делом непокретне и покретне имовине, којом располаже у земљи на основу пресуде Првостепеног суда у Београду о расподели заоставштине његовог оца краља Александра. Проценио је да вредност целокупне његове имовине у Југославији износи око 60 милиона ондашњих "америчких долара. Замолио је такође адвоката да испита могућност одштете за југословенске ратне заробљенике, чија конфискована имања вреде неколико милиона америчких долара. „Стало ми је да Вас уверим“ – писао је адвокату Радину — да Ја овде не тежим толико да добијем одштету за оно што су ми Титови разбојници отели, него хоћу да спасем наше злато и да помогнем хиљадама наших болесних избеглица, који ми се свакодневно обраћају за помоћ. Измећу осталих доказа за Моја потраживања, можете корстити и додатак споразуму Тито – Шубашић, у коме је Тито својим потписом гарантовао да неће дирати у Моју приватну имовину, па ипак ми је све покрао... Понављам да треба радити врло хитно и енергично, да би се злато спасло и Наша јадна емиграција помогла”.
Алвокат Радин концентрисао је своје напоре да се замрзне злато Краљевине Југославије, депоновано у америчке банке и да се из тих "златних резерви, свентаулно исплати, бар делимично, одштета за краљева потраживања. У испитивању таквих могућности у Вашингтону, наишао је на тешкоће, због имунитета, који штити Југославију, као страну државу. Алвокат је онда покушао да убели америчке судове ла свој лоталанићи став измене и усвоје праксу тивајпарских судова. који праве разлику између приватних, олосио грађанских потраживања од страних држава и јавних потраживања. Пошто су се амерички судови и даље слепо држали својих прописа, алвокат Радин је обавести краља о том свом првом неуспеху „Практично наша договарања изглелала су овако: Ако поднесемо тужбу сулу, са којом би одмах тражили да се имовина Југославије заплени док се ствар не реши, коме та имовина припада, адвокати данашњег диктаторског режима у Југославији, затражили би од Стејт Департмента цертификат да Југославија. као призната држава ужива имунитет код овдашњих судова.“ Адвокат је још видео могућност за реализацију краљевих потраживања, ако се инсистира да је Америка и материјално одговорна за неизвршавање Споразума Тито-Шубашић потврђен на међународној конференцији на Јалти. Питао је и краља да ли може доказати „ла известан део злата или друге имовине Југославије у Америци јесте непосредна имовина Вашега Величанства“.
Краљ је потврдио да је Америка „материјално одговорна“ за неиз- вршење Споразума Тито-Шубашић, јер је на Јалти јавно прихватила да ће се старати о његовом извршењу. Он такође сматра да је био активни учесник у америчкој војсци, као врховни командант свих оних југословенских ваздухопловних јединица, који су активно учествовали у операцијама америчких оружаних снага и да према томе он има право да тражи од владе Сједињених Америчких Држава „да узима у заштиту и моје интерасе, као што узима у заштиту и интересе оних својих држављана, који су то постали после рата, а на основу стечених заслуга у рату“.
Да известан део злата, који се налази у Америци јесте део његове приватис имовине, краљ доказује следећим чињеницама: Он је један од већих акционара Народне Банке Краљевине Југославије, која је правни сопственик злата, а познапо је да је Банка то злато, које се сада налази у трезорима у Америци, купила новцем, који су јој акционари дали. Осим тога, уочи самог рата, дат је на чунање овој Банци један део његовог злата, које је вађено у краљевом приватном рудику Нерес- ница. Нанео је и подататак да је Управа Двора продавала Народној Банци око 500 килограма злата, док је приближно исту количину оста- вљала у оанчине трезоре на чување, пошто у Двору није било довољно сигурних сефова. Један део његових личних и породичних драгоцености био је такође предрат на чување у трезоре Банке. „Чим је “Народна Бана Краљевине Југославије примила на чување вики део Моје личне имовине“ – образлаже краљ– „она је самим тим примила и одговорност за исту. Ја налазим да и по правној, а и по логичној науци и пракси, имам право да тражим од заоставштине Народне Банке Краљевине Југославије да ми исплати што је од мене примила/.../ Народна Банка Краљевине Југославије није била државна установа, него само привилеговани смисиони завод, потпуно приватна установа, која је била само под државном контролом, као и све остале приватне банке.“ Указујући на ове нове моменте, краљ је тражио од свога адвоката да настоји по сваку цену да спасе ово злато, како га комунисти не би употребили за куповину топова, док он само жели да помогне „нашој националној емиграцији, кад су је наши велики пријатељи и савезници заборавили и оставили да гладује и умире, јер нема чиме да се лечи.
После свих ових доказа, адвокат је био оптимиста, обавештавајући краља да се може успети, јер треба очекивати помоћ од Стејт Департмента где постоји „дефинитивно мишљење да су адвокати краља Петра људи високог моралног нивоа и предани случају". Све то може да поквари – додао је још адвокат — једино „висока политика“, која је у склопу Совјетско-америчких односа.
А управо се то догодило. Док су преговори о краљевим потраживањима текли, а они увек дуже потрају, настао је нагли обрт у односима западних земаља према Југославији. После раскида са Стаљином, Тито је, одједном постао миљеник Запада. Владе Велике Британије, Француске и Америке утркивалео су се ко ће му пружити већу политичку и материјалну помоћ. Те 1948. године краљ Патар је лично интервенисао и код председинка Трумана, али је америчка администрација увек налазила изговоре да његове захтеве не узме у разматрање. Тражило се да иза тога захтева стоји један одбор, састављен од представника Срба, Хрвата и Словенаца, а то је било тешко остварити.
Уопште уѕев, краљ Петар није имао среће да дође макар до једног дела своје имовине. Једном приликом је открио да у некој швајцарској банци постоји тајни рачун на који је његов отац, краљ Александар, улагао доста новца.. Међутим, није знао шифру рачуна и без тога банка није могла ништа да му исплати, Када је 1960. године умрла његова мајка, краљица Марија, која је иначе, наследила и од своје мајке, румунске краљице Марије, позамашну своту новца, није му оставила ништа. Тестаментом, који је објавила сва енглеска штампа, свој иметак и сав новац оставила је млађим синовима Томиславу и Аидреју, док је најстарији син краљ Петар, према њеном завештању, „на други начин осигуран“.

## Последње године
После неуспеле трансплантације јетре, јер је боловао од цирозе јетре, умро је у денверској болници 3. новембра 1970. године, у коју је примљен под псеудонимом Петар Петровић.
Тело краља Петра прво је било изложено у српској православној Цркви Христа Спаситеља у калифорнијском граду Аркејдија, а затим је испраћено на сахрану у Цркви Светог Саве у Либертивилу (САД). Према писању Недељника, званични извештај болнице у Денверу о његовој смрти је гласио:
По његовој жељи је после смрти требао бити пребачен у Лос Анђелес, одакле би се јавило да је преминуо тамо, а не у Денверу. Два дана касније, 5. новембра 1970. године, Њујорк тајмс је пренео вест о Петровој смрти, а као место смрти и јесте била наведена болница у Лос Анђелесу. У тој вести узрок смрти није био споменут.
Његови посмртни остаци су ексхумирани 17. јануара 2013. године са циљем да буду пренети у задужбинску Цркву Светог Ђорђа на Опленцу (код Тополе). По доласку у отаџбину његови посмртни остаци су почивали у дворској капели Светог Андреја Првозваног у склопу Двора на Дедињу. Државна сахрана четири члана породице Карађорђевић обављена је 26. маја 2013. на Опленцу. На његовој сахрани 1970. као и 2013. опело је служио исти свештеник Марко Тодоровић.
Рехабилитован је решењем Вишег суда у Београду од 10. јула 2015.
По њему се зову ОШ „Краљ Петар II Карађорђевић” Београд и ОШ „Краља Петра Другог“ Ужице.

## Породично стабло
| \| \| \| \| \| \| \| \| \| \| \| \| \| \| 16. Карађорђе Петровић \| \| \| \| \| \| \| \| \| \| \| \| \| \| \| \| \| \| \| \| \| \| \| \| \| \| \| \| \| \| \| \| \| \| \| \| \| \| \| \| \| \| \| \| \| \| \| \| \| \| \| \| \| \| \| \| \| \| \| \| 8. Александар Карађорђевић \| \| \| \| \| \| \| \| \| \| \| \| \| \| \| \| \| \| \| \| \| \| \| \| \| \| \| \| \| \| \| \| \| \| \| \| \| \| \| \| \| \| \| \| \| \| \| \| \| \| \| \| \| \| \| \| \| \| \| \| \| \| \| \| \| \| \| \| \| \| \| \| 17. Јелена Јовановић \| \| \| \| \| \| \| \| \| \| \| \| \| \| \| \| \| \| \| \| \| \| \| \| \| \| \| \| \| \| \| \| \| \| \| \| \| \| \| \| \| \| \| \| \| \| \| \| \| \| \| \| \| \| \| \| \| \| \| \| \| \| \| \| \| \| \| \| \| \| \| \| 4. Петар I Карађорђевић \| \| \| \| \| \| \| \| \| \| \| \| \| \| \| \| \| \| \| \| \| \| \| \| \| \| \| \| \| \| \| \| \| \| \| \| \| \| \| \| \| \| \| \| \| \| \| \| \| \| \| \| \| \| \| \| \| \| \| \| \| \| \| \| \| \| \| \| \| \| \| \| 18. Јеврем Ненадовић \| \| \| \| \| \| \| \| \| \| \| \| \| \| \| \| \| \| \| \| \| \| \| \| \| \| \| \| \| \| \| \| \| \| \| \| \| \| \| \| \| \| \| \| \| \| \| \| \| \| \| \| \| \| \| \| \| \| \| \| \| \| \| \| \| \| \| \| \| \| \| \| 9. Персида Ненадовић \| \| \| \| \| \| \| \| \| \| \| \| \| \| \| \| \| \| \| \| \| \| \| \| \| \| \| \| \| \| \| \| \| \| \| \| \| \| \| \| \| \| \| \| \| \| \| \| \| \| \| \| \| \| \| \| \| \| \| \| \| \| \| \| \| \| \| \| \| \| \| \| 19. Јованка Миловановић \| \| \| \| \| \| \| \| \| \| \| \| \| \| \| \| \| \| \| \| \| \| \| \| \| \| \| \| \| \| \| \| \| \| \| \| \| \| \| \| \| \| \| \| \| \| \| \| \| \| \| \| \| \| \| \| \| \| \| \| \| \| \| \| \| \| \| \| \| \| \| \| 2. Александар I Карађорђевић \| \| \| \| \| \| \| \| \| \| \| \| \| \| \| \| \| \| \| \| \| \| \| \| \| \| \| \| \| \| \| \| \| \| \| \| \| \| \| \| \| \| \| \| \| \| \| \| \| \| \| \| \| \| \| \| \| \| \| \| \| \| \| \| \| \| \| \| \| \| \| \| 20. Мирко Петровић Његош \| \| \| \| \| \| \| \| \| \| \| \| \| \| \| \| \| \| \| \| \| \| \| \| \| \| \| \| \| \| \| \| \| \| \| \| \| \| \| \| \| \| \| \| \| \| \| \| \| \| \| \| \| \| \| \| \| \| \| \| \| \| \| \| \| \| \| \| \| \| \| \| 10. Никола I Петровић Његош \| \| \| \| \| \| \| \| \| \| \| \| \| \| \| \| \| \| \| \| \| \| \| \| \| \| \| \| \| \| \| \| \| \| \| \| \| \| \| \| \| \| \| \| \| \| \| \| \| \| \| \| \| \| \| \| \| \| \| \| \| \| \| \| \| \| \| \| \| \| \| \| 21. Анастасија Мартиновић \| \| \| \| \| \| \| \| \| \| \| \| \| \| \| \| \| \| \| \| \| \| \| \| \| \| \| \| \| \| \| \| \| \| \| \| \| \| \| \| \| \| \| \| \| \| \| \| \| \| \| \| \| \| \| \| \| \| \| \| \| \| \| \| \| \| \| \| \| \| \| \| 5. Зорка Петровић Његош \| \| \| \| \| \| \| \| \| \| \| \| \| \| \| \| \| \| \| \| \| \| \| \| \| \| \| \| \| \| \| \| \| \| \| \| \| \| \| \| \| \| \| \| \| \| \| \| \| \| \| \| \| \| \| \| \| \| \| \| \| \| \| \| \| \| \| \| \| \| \| \| 22. Петар Вукотић \| \| \| \| \| \| \| \| \| \| \| \| \| \| \| \| \| \| \| \| \| \| \| \| \| \| \| \| \| \| \| \| \| \| \| \| \| \| \| \| \| \| \| \| \| \| \| \| \| \| \| \| \| \| \| \| \| \| \| \| \| \| \| \| \| \| \| \| \| \| \| \| 11. Милена Вукотић \| \| \| \| \| \| \| \| \| \| \| \| \| \| \| \| \| \| \| \| \| \| \| \| \| \| \| \| \| \| \| \| \| \| \| \| \| \| \| \| \| \| \| \| \| \| \| \| \| \| \| \| \| \| \| \| \| \| \| \| \| \| \| \| \| \| \| \| \| \| \| \| 23. Јелена Војводић \| \| \| \| \| \| \| \| \| \| \| \| \| \| \| \| \| \| \| \| \| \| \| \| \| \| \| \| \| \| \| \| \| \| \| \| \| \| \| \| \| \| \| \| \| \| \| \| \| \| \| \| \| \| \| \| \| \| \| \| \| \| \| \| \| \| \| \| \| \| \| \| 1. Петар II Карађорђевић \| \| \| \| \| \| \| \| \| \| \| \| \| \| \| \| \| \| \| \| \| \| \| \| \| \| \| \| \| \| \| \| \| \| \| \| \| \| \| \| \| \| \| \| \| \| \| \| \| \| \| \| \| \| \| \| \| \| \| \| \| \| \| \| \| \| \| \| \| \| \| \| 24. Карл-Антон Хоенцолерн-Сигмаринген \| \| \| \| \| \| \| \| \| \| \| \| \| \| \| \| \| \| \| \| \| \| \| \| \| \| \| \| \| \| \| \| \| \| \| \| \| \| \| \| \| \| \| \| \| \| \| \| \| \| \| \| \| \| \| \| \| \| \| \| \| \| \| \| \| \| \| \| \| \| \| \| 12. Леополд Хоенцолерн-Сигмаринген \| \| \| \| \| \| \| \| \| \| \| \| \| \| \| \| \| \| \| \| \| \| \| \| \| \| \| \| \| \| \| \| \| \| \| \| \| \| \| \| \| \| \| \| \| \| \| \| \| \| \| \| \| \| \| \| \| \| \| \| \| \| \| \| \| \| \| \| \| \| \| \| 25. Жозефина Фредерика Луиза \| \| \| \| \| \| \| \| \| \| \| \| \| \| \| \| \| \| \| \| \| \| \| \| \| \| \| \| \| \| \| \| \| \| \| \| \| \| \| \| \| \| \| \| \| \| \| \| \| \| \| \| \| \| \| \| \| \| \| \| \| \| \| \| \| \| \| \| \| \| \| \| 6. Фердинанд Хоенцолерн \| \| \| \| \| \| \| \| \| \| \| \| \| \| \| \| \| \| \| \| \| \| \| \| \| \| \| \| \| \| \| \| \| \| \| \| \| \| \| \| \| \| \| \| \| \| \| \| \| \| \| \| \| \| \| \| \| \| \| \| \| \| \| \| \| \| \| \| \| \| \| \| 26. Фернандо II Португалски \| \| \| \| \| \| \| \| \| \| \| \| \| \| \| \| \| \| \| \| \| \| \| \| \| \| \| \| \| \| \| \| \| \| \| \| \| \| \| \| \| \| \| \| \| \| \| \| \| \| \| \| \| \| \| \| \| \| \| \| \| \| \| \| \| \| \| \| \| \| \| \| 13. Антонија Португалска \| \| \| \| \| \| \| \| \| \| \| \| \| \| \| \| \| \| \| \| \| \| \| \| \| \| \| \| \| \| \| \| \| \| \| \| \| \| \| \| \| \| \| \| \| \| \| \| \| \| \| \| \| \| \| \| \| \| \| \| \| \| \| \| \| \| \| \| \| \| \| \| 27. Марија II Португалска \| \| \| \| \| \| \| \| \| \| \| \| \| \| \| \| \| \| \| \| \| \| \| \| \| \| \| \| \| \| \| \| \| \| \| \| \| \| \| \| \| \| \| \| \| \| \| \| \| \| \| \| \| \| \| \| \| \| \| \| \| \| \| \| \| \| \| \| \| \| \| \| 3. Марија Хоенцолерн \| \| \| \| \| \| \| \| \| \| \| \| \| \| \| \| \| \| \| \| \| \| \| \| \| \| \| \| \| \| \| \| \| \| \| \| \| \| \| \| \| \| \| \| \| \| \| \| \| \| \| \| \| \| \| \| \| \| \| \| \| \| \| \| \| \| \| \| \| \| \| \| 28. Алберт од Сакс-Кобург и Гота \| \| \| \| \| \| \| \| \| \| \| \| \| \| \| \| \| \| \| \| \| \| \| \| \| \| \| \| \| \| \| \| \| \| \| \| \| \| \| \| \| \| \| \| \| \| \| \| \| \| \| \| \| \| \| \| \| \| \| \| \| \| \| \| \| \| \| \| \| \| \| \| 14. Алфред, војвода од Единбурга \| \| \| \| \| \| \| \| \| \| \| \| \| \| \| \| \| \| \| \| \| \| \| \| \| \| \| \| \| \| \| \| \| \| \| \| \| \| \| \| \| \| \| \| \| \| \| \| \| \| \| \| \| \| \| \| \| \| \| \| \| \| \| \| \| \| \| \| \| \| \| \| 29. Викторија Хановерска \| \| \| \| \| \| \| \| \| \| \| \| \| \| \| \| \| \| \| \| \| \| \| \| \| \| \| \| \| \| \| \| \| \| \| \| \| \| \| \| \| \| \| \| \| \| \| \| \| \| \| \| \| \| \| \| \| \| \| \| \| \| \| \| \| \| \| \| \| \| \| \| 7. Марија од Единбурга \| \| \| \| \| \| \| \| \| \| \| \| \| \| \| \| \| \| \| \| \| \| \| \| \| \| \| \| \| \| \| \| \| \| \| \| \| \| \| \| \| \| \| \| \| \| \| \| \| \| \| \| \| \| \| \| \| \| \| \| \| \| \| \| \| \| \| \| \| \| \| \| 30. Александар II Романов \| \| \| \| \| \| \| \| \| \| \| \| \| \| \| \| \| \| \| \| \| \| \| \| \| \| \| \| \| \| \| \| \| \| \| \| \| \| \| \| \| \| \| \| \| \| \| \| \| \| \| \| \| \| \| \| \| \| \| \| \| \| \| \| \| \| \| \| \| \| \| \| 15. Марија Романов \| \| \| \| \| \| \| \| \| \| \| \| \| \| \| \| \| \| \| \| \| \| \| \| \| \| \| \| \| \| \| \| \| \| \| \| \| \| \| \| \| \| \| \| \| \| \| \| \| \| \| \| \| \| \| \| \| \| \| \| \| \| \| \| \| \| \| \| \| \| \| \| 31. Марија од Хесена и Рајне \| \| \| \| \| \| \| \| \| \| \| \| \| \| \| \| \| \| \| \| \| \| \| \| \| \| \| \| \| \| \| \| \| \| \| \| \| \| \| \| \| \| \| \| \| \| \| \| \| \| \| \| |                                       |  |  |  |  |  |  |  |  |  |  |  |                        |  |  |  |
| |                                       |  |  |  |  |  |  |  |  |  |  |  | 16. Карађорђе Петровић |  |  |  |
| |                                       |  |  |  |  |  |  |  |  |  |  |  |                        |  |  |  |
| |                                       |  |  |  |  |  |  |  |  |  |  |  |                        |  |  |  |
| |                                       |  |  |  |  |  |  |  |  |  |  |  |                        |  |  |  |
| | 8. Александар Карађорђевић            |  |  |  |  |  |  |  |  |  |  |  |                        |  |  |  |
| |                                       |  |  |  |  |  |  |  |  |  |  |  |                        |  |  |  |
| |                                       |  |  |  |  |  |  |  |  |  |  |  |                        |  |  |  |
| |                                       |  |  |  |  |  |  |  |  |  |  |  |                        |  |  |  |
| | 17. Јелена Јовановић                  |  |  |  |  |  |  |  |  |  |  |  |                        |  |  |  |
| |                                       |  |  |  |  |  |  |  |  |  |  |  |                        |  |  |  |
| |                                       |  |  |  |  |  |  |  |  |  |  |  |                        |  |  |  |
| |                                       |  |  |  |  |  |  |  |  |  |  |  |                        |  |  |  |
| | 4. Петар I Карађорђевић               |  |  |  |  |  |  |  |  |  |  |  |                        |  |  |  |
| |                                       |  |  |  |  |  |  |  |  |  |  |  |                        |  |  |  |
| |                                       |  |  |  |  |  |  |  |  |  |  |  |                        |  |  |  |
| |                                       |  |  |  |  |  |  |  |  |  |  |  |                        |  |  |  |
| | 18. Јеврем Ненадовић                  |  |  |  |  |  |  |  |  |  |  |  |                        |  |  |  |
| |                                       |  |  |  |  |  |  |  |  |  |  |  |                        |  |  |  |
| |                                       |  |  |  |  |  |  |  |  |  |  |  |                        |  |  |  |
| |                                       |  |  |  |  |  |  |  |  |  |  |  |                        |  |  |  |
| | 9. Персида Ненадовић                  |  |  |  |  |  |  |  |  |  |  |  |                        |  |  |  |
| |                                       |  |  |  |  |  |  |  |  |  |  |  |                        |  |  |  |
| |                                       |  |  |  |  |  |  |  |  |  |  |  |                        |  |  |  |
| |                                       |  |  |  |  |  |  |  |  |  |  |  |                        |  |  |  |
| | 19. Јованка Миловановић               |  |  |  |  |  |  |  |  |  |  |  |                        |  |  |  |
| |                                       |  |  |  |  |  |  |  |  |  |  |  |                        |  |  |  |
| |                                       |  |  |  |  |  |  |  |  |  |  |  |                        |  |  |  |
| |                                       |  |  |  |  |  |  |  |  |  |  |  |                        |  |  |  |
| | 2. Александар I Карађорђевић          |  |  |  |  |  |  |  |  |  |  |  |                        |  |  |  |
| |                                       |  |  |  |  |  |  |  |  |  |  |  |                        |  |  |  |
| |                                       |  |  |  |  |  |  |  |  |  |  |  |                        |  |  |  |
| |                                       |  |  |  |  |  |  |  |  |  |  |  |                        |  |  |  |
| | 20. Мирко Петровић Његош              |  |  |  |  |  |  |  |  |  |  |  |                        |  |  |  |
| |                                       |  |  |  |  |  |  |  |  |  |  |  |                        |  |  |  |
| |                                       |  |  |  |  |  |  |  |  |  |  |  |                        |  |  |  |
| |                                       |  |  |  |  |  |  |  |  |  |  |  |                        |  |  |  |
| | 10. Никола I Петровић Његош           |  |  |  |  |  |  |  |  |  |  |  |                        |  |  |  |
| |                                       |  |  |  |  |  |  |  |  |  |  |  |                        |  |  |  |
| |                                       |  |  |  |  |  |  |  |  |  |  |  |                        |  |  |  |
| |                                       |  |  |  |  |  |  |  |  |  |  |  |                        |  |  |  |
| | 21. Анастасија Мартиновић             |  |  |  |  |  |  |  |  |  |  |  |                        |  |  |  |
| |                                       |  |  |  |  |  |  |  |  |  |  |  |                        |  |  |  |
| |                                       |  |  |  |  |  |  |  |  |  |  |  |                        |  |  |  |
| |                                       |  |  |  |  |  |  |  |  |  |  |  |                        |  |  |  |
| | 5. Зорка Петровић Његош               |  |  |  |  |  |  |  |  |  |  |  |                        |  |  |  |
| |                                       |  |  |  |  |  |  |  |  |  |  |  |                        |  |  |  |
| |                                       |  |  |  |  |  |  |  |  |  |  |  |                        |  |  |  |
| |                                       |  |  |  |  |  |  |  |  |  |  |  |                        |  |  |  |
| | 22. Петар Вукотић                     |  |  |  |  |  |  |  |  |  |  |  |                        |  |  |  |
| |                                       |  |  |  |  |  |  |  |  |  |  |  |                        |  |  |  |
| |                                       |  |  |  |  |  |  |  |  |  |  |  |                        |  |  |  |
| |                                       |  |  |  |  |  |  |  |  |  |  |  |                        |  |  |  |
| | 11. Милена Вукотић                    |  |  |  |  |  |  |  |  |  |  |  |                        |  |  |  |
| |                                       |  |  |  |  |  |  |  |  |  |  |  |                        |  |  |  |
| |                                       |  |  |  |  |  |  |  |  |  |  |  |                        |  |  |  |
| |                                       |  |  |  |  |  |  |  |  |  |  |  |                        |  |  |  |
| | 23. Јелена Војводић                   |  |  |  |  |  |  |  |  |  |  |  |                        |  |  |  |
| |                                       |  |  |  |  |  |  |  |  |  |  |  |                        |  |  |  |
| |                                       |  |  |  |  |  |  |  |  |  |  |  |                        |  |  |  |
| |                                       |  |  |  |  |  |  |  |  |  |  |  |                        |  |  |  |
| | 1. Петар II Карађорђевић              |  |  |  |  |  |  |  |  |  |  |  |                        |  |  |  |
| |                                       |  |  |  |  |  |  |  |  |  |  |  |                        |  |  |  |
| |                                       |  |  |  |  |  |  |  |  |  |  |  |                        |  |  |  |
| |                                       |  |  |  |  |  |  |  |  |  |  |  |                        |  |  |  |
| | 24. Карл-Антон Хоенцолерн-Сигмаринген |  |  |  |  |  |  |  |  |  |  |  |                        |  |  |  |
| |                                       |  |  |  |  |  |  |  |  |  |  |  |                        |  |  |  |
| |                                       |  |  |  |  |  |  |  |  |  |  |  |                        |  |  |  |
| |                                       |  |  |  |  |  |  |  |  |  |  |  |                        |  |  |  |
| | 12. Леополд Хоенцолерн-Сигмаринген    |  |  |  |  |  |  |  |  |  |  |  |                        |  |  |  |
| |                                       |  |  |  |  |  |  |  |  |  |  |  |                        |  |  |  |
| |                                       |  |  |  |  |  |  |  |  |  |  |  |                        |  |  |  |
| |                                       |  |  |  |  |  |  |  |  |  |  |  |                        |  |  |  |
| | 25. Жозефина Фредерика Луиза          |  |  |  |  |  |  |  |  |  |  |  |                        |  |  |  |
| |                                       |  |  |  |  |  |  |  |  |  |  |  |                        |  |  |  |
| |                                       |  |  |  |  |  |  |  |  |  |  |  |                        |  |  |  |
| |                                       |  |  |  |  |  |  |  |  |  |  |  |                        |  |  |  |
| | 6. Фердинанд Хоенцолерн               |  |  |  |  |  |  |  |  |  |  |  |                        |  |  |  |
| |                                       |  |  |  |  |  |  |  |  |  |  |  |                        |  |  |  |
| |                                       |  |  |  |  |  |  |  |  |  |  |  |                        |  |  |  |
| |                                       |  |  |  |  |  |  |  |  |  |  |  |                        |  |  |  |
| | 26. Фернандо II Португалски           |  |  |  |  |  |  |  |  |  |  |  |                        |  |  |  |
| |                                       |  |  |  |  |  |  |  |  |  |  |  |                        |  |  |  |
| |                                       |  |  |  |  |  |  |  |  |  |  |  |                        |  |  |  |
| |                                       |  |  |  |  |  |  |  |  |  |  |  |                        |  |  |  |
| | 13. Антонија Португалска              |  |  |  |  |  |  |  |  |  |  |  |                        |  |  |  |
| |                                       |  |  |  |  |  |  |  |  |  |  |  |                        |  |  |  |
| |                                       |  |  |  |  |  |  |  |  |  |  |  |                        |  |  |  |
| |                                       |  |  |  |  |  |  |  |  |  |  |  |                        |  |  |  |
| | 27. Марија II Португалска             |  |  |  |  |  |  |  |  |  |  |  |                        |  |  |  |
| |                                       |  |  |  |  |  |  |  |  |  |  |  |                        |  |  |  |
| |                                       |  |  |  |  |  |  |  |  |  |  |  |                        |  |  |  |
| |                                       |  |  |  |  |  |  |  |  |  |  |  |                        |  |  |  |
| | 3. Марија Хоенцолерн                  |  |  |  |  |  |  |  |  |  |  |  |                        |  |  |  |
| |                                       |  |  |  |  |  |  |  |  |  |  |  |                        |  |  |  |
| |                                       |  |  |  |  |  |  |  |  |  |  |  |                        |  |  |  |
| |                                       |  |  |  |  |  |  |  |  |  |  |  |                        |  |  |  |
| | 28. Алберт од Сакс-Кобург и Гота      |  |  |  |  |  |  |  |  |  |  |  |                        |  |  |  |
| |                                       |  |  |  |  |  |  |  |  |  |  |  |                        |  |  |  |
| |                                       |  |  |  |  |  |  |  |  |  |  |  |                        |  |  |  |
| |                                       |  |  |  |  |  |  |  |  |  |  |  |                        |  |  |  |
| | 14. Алфред, војвода од Единбурга      |  |  |  |  |  |  |  |  |  |  |  |                        |  |  |  |
| |                                       |  |  |  |  |  |  |  |  |  |  |  |                        |  |  |  |
| |                                       |  |  |  |  |  |  |  |  |  |  |  |                        |  |  |  |
| |                                       |  |  |  |  |  |  |  |  |  |  |  |                        |  |  |  |
| | 29. Викторија Хановерска              |  |  |  |  |  |  |  |  |  |  |  |                        |  |  |  |
| |                                       |  |  |  |  |  |  |  |  |  |  |  |                        |  |  |  |
| |                                       |  |  |  |  |  |  |  |  |  |  |  |                        |  |  |  |
| |                                       |  |  |  |  |  |  |  |  |  |  |  |                        |  |  |  |
| | 7. Марија од Единбурга                |  |  |  |  |  |  |  |  |  |  |  |                        |  |  |  |
| |                                       |  |  |  |  |  |  |  |  |  |  |  |                        |  |  |  |
| |                                       |  |  |  |  |  |  |  |  |  |  |  |                        |  |  |  |
| |                                       |  |  |  |  |  |  |  |  |  |  |  |                        |  |  |  |
| | 30. Александар II Романов             |  |  |  |  |  |  |  |  |  |  |  |                        |  |  |  |
| |                                       |  |  |  |  |  |  |  |  |  |  |  |                        |  |  |  |
| |                                       |  |  |  |  |  |  |  |  |  |  |  |                        |  |  |  |
| |                                       |  |  |  |  |  |  |  |  |  |  |  |                        |  |  |  |
| | 15. Марија Романов                    |  |  |  |  |  |  |  |  |  |  |  |                        |  |  |  |
| |                                       |  |  |  |  |  |  |  |  |  |  |  |                        |  |  |  |
| |                                       |  |  |  |  |  |  |  |  |  |  |  |                        |  |  |  |
| |                                       |  |  |  |  |  |  |  |  |  |  |  |                        |  |  |  |
| | 31. Марија од Хесена и Рајне          |  |  |  |  |  |  |  |  |  |  |  |                        |  |  |  |
| |                                       |  |  |  |  |  |  |  |  |  |  |  |                        |  |  |  |
| |                                       |  |  |  |  |  |  |  |  |  |  |  |                        |  |  |  |

## Породица

### Супружник
| име                | слика | датум рођења   | датум смрти      |
| ------------------ | ----- | -------------- | ---------------- |
| Краљица Александра |       | 25. март 1921. | 30. јануар 1993. |

### Деца
| име              | слика | датум рођења  | супружник                              |
| ---------------- | ----- | ------------- | -------------------------------------- |
| Принц Александар |       | 17. јул 1945. | Принцеза Марија; Катарина Карађорђевић |

## Галерија
- 1939.
- 1942.
- 1943.
- Краљ Петар II 1955. године.
- Манастир Св. Саве у Либеритвилу, Илиноис, САД, у коме је био сахрањен краљ Петар II од 1970. до 2013. године.

## Занимљивости
- Био је први Карађорђевић који је рођен на територији Србије после рађања Ђорђа, млађег брата краља Петра I. Између њих је прошло око 66 година. Већи размак је био само између Томислава и Стефана, и износи 90 година.
- Први је Карађорђевић који је рођен у 20. веку као брачно дете.
- Прво одликовање му је додељено у фебруару 1925, Орден Светог гроба II степена, од Jерусалимске патријаршије.[68]
- Уочи нове 1973. године Татомир Будисављевић био је гост на Брионима, на позив Јованке Будисављевић Броз. Тито је тада испричао да је у току рата замало срео на Крфу кнеза Павла, који је исто тада био на Крфу. Тито је рекао за Павла да су могли бити и пријатељи, имали су исти циљ да сачувају Југославију, само то није Павлу пошло за руком, а њему, Титу, јесте. Позитивно се изразио и о старом краљу Петру и рекао како је то био један фини човек, прави, истински демократа. Прескочио је краља Александра, па је наставио да прича о Петру Другом, рекавши да је то страшно шта су Енглези с тим младим човеком учинили. То је био приватни разговор где Броз говори као човек, а не као политичар који мора да гледа партијску идеологију.[69]
- Био је нешто нижи од 1,75 m.[70]
- Једини је владар из династије Карађорђевић који је као најстарији син свог оца наследио престо. Кнез Александар, Петар I и Александар I су сви били млађи синови.
- И он и његов отац су имали стрица који се звао Ђорђе.
- Његов рођендан (6. септембар) је био 2 дана пре рођендана његовог стрица Ђорђа.
- Са 16 година је био члан једне екипе која се 1939. попела на највиши врх Краљевине Југославије Триглав.[71]
- Први је југословенски и нововековни српски краљ који током целе владавине није имао бркове. Следећи шеф државе Југославије који је имао бркове је био Зоран Лилић када је постао председник СРЈ 1993. године.
- Једини је син краља Александра који се само једном женио, и који је имао само једно дете.
- Отац, таст, и син су му се звали Александар, а супруга Александра. Поред тога, има и једног унука који се зове Александар.
- Његов отац и таст су се бар једном срели 1918,[72] али ниједан није доживео да им се деца венчају.